# Kompania braci: Chwała bohaterom
Kompania Braci: Chwała bohaterom (ang. Company of Heroes: Tales of Valor) – drugi samodzielny dodatek do gry komputerowej Company of Heroes.
W grze znajdują się 3 krótkie kampanie: As Tygrysów, Grobla, Bitwa pod Falaise. Dodano również nową funkcję: ogień bezpośredni, oraz trzy nowe tryby w trybie gry wieloosobowej: Walec Pancerny, Skała i Szturm.